# Jeep Commander

La Jeep Commander es una vagoneta deportiva utilitaria fabricada por Jeep, marca parte del grupo Chrysler Group LLC, entre el 2006 y el 2010. Su estilo recordaba a los clásicos todo terreno Jeep, incluyendo al anterior modelo de la Jeep Cherokee. 
Era derivada de la Jeep Grand Cherokee WK, con espacio para 7 pasajeros en 3 filas de asientos y equipamiento de casi lujo. Se fabricaba con varias opciones de motor transmisión y tracción 4x2 o 4x4 con certificación trail rated. Carrocería autoportante con sub-bastidor.
Su fabricación se detuvo debido a sus escasas ventas. Jeep planea volver a fabricar otro modelo de tamaño similar en 2021.

## Motorizaciones
| Periodo                        | 2006-2008                                    | 2006-2009                                    | 2006-2010                                                  |
| Identificación del motor       | Chrysler PowerTech                           | Chrysler HEMI                                | Mercedes OM642 DE30                                        |
| Tipo de motor                  | V8 16v SOHC                                  | V8 16v OHV                                   | V6 24v, inyección directa, common-rail, turbo, intercooler |
| Diámetro x carrera             | 93.0 mm × 86.5 mm                            | 99.5 mm × 90.9 mm                            | 83.0 mm × 92.0 mm                                          |
| Cilindrada                     | 4701 cm³                                     | 5654 cm³                                     | 2987 cm³                                                   |
| Relación de compresión         | 9.0: 1                                       | 9.5: 1                                       | 18.0: 1                                                    |
| Potencia máxima: CV (kW) @ rpm | 231 CV (170 kW) @ 4500                       | 326 CV (240 kW) @ 5000                       | 218 CV (160 kW) @ 4000                                     |
| Par máximo: Nm @ rpm           | 410 Nm @ 3600                                | 500 Nm @ 4000                                | 510 Nm @ 1600-2400                                         |
| Tracción                       | Total (Quadra-Trac II)                       | Total (Quadra-Drive II)                      | Total (Quadra-Drive II)                                    |
| Transmisión                    | Automática, 5 velocidades (Chrysler 5-45RFE) | Automática, 5 velocidades (Chrysler 5-45RFE) | Automática, 5 velocidades (Daimler-Benz 5G-Tronic W5J400)  |
| Peso                           | 2230 kg                                      | 2280 kg                                      | 2240 kg                                                    |
| Aceleración (0-100 km/h)       | 9.5 s                                        | 7.4 s                                        | 9.0 s                                                      |
| Velocidad máxima               | 189 km/h                                     | 208 km/h                                     | 191 km/h                                                   |
| Consumo combinado (L/100 km)   | 14.8                                         | 15.5                                         | 10.8                                                       |